# هوندو وال
هوندو وال (به لاتین: Hondo Valle) یک منطقهٔ مسکونی در جمهوری دومینیکن است که در استان الیاس پینیا واقع شده‌است. هوندو وال ۱۲۰٫۶۳ کیلومتر مربع مساحت و ۵٬۹۸۹ نفر جمعیت دارد و ۸۹۰ متر بالاتر از سطح دریا واقع شده‌است.